# West Bridgewater (Massachusetts)
West Bridgewater é uma vila localizada no condado de Plymouth no estado estadounidense de Massachusetts. No Censo de 2010 tinha uma população de 6.916 habitantes e uma densidade populacional de 170,36 pessoas por km².

## Geografia
West Bridgewater encontra-se localizado nas coordenadas 42° 01′ 18″ N, 71° 01′ 36″ O. Segundo o Departamento do Censo dos Estados Unidos, West Bridgewater tem uma superfície total de 40.6 km², da qual 39.68 km² correspondem a terra firme e (2.25%) 0.91 km² é água.

## Demografia
Segundo o censo de 2010, tinha 6.916 pessoas residindo em West Bridgewater. A densidade populacional era de 170,36 hab./km². Dos 6.916 habitantes, West Bridgewater estava composto pelo 94.91% brancos, o 1.5% eram afroamericanos, o 0.1% eram amerindios, o 1.08% eram asiáticos, o 0% eram insulares do Pacífico, o 0.97% eram de outras raças e o 1.43% pertenciam a duas ou mais raças. Do total da população o 1.75% eram hispanos ou latinos de qualquer raça.